# Landtagswahlkreis Magdeburg V
Der Wahlkreis Magdeburg V  (Wahlkreis 14) war ein Landtagswahlkreis in Sachsen-Anhalt, der von 1990 bis 2002 bestand. Der Wahlkreis umfasste von der Kreisfreien Stadt Magdeburg die Stadtteile Buckau, Fermersleben, Hopfengarten, Leipziger Straße, Reform, Salbke, Westerhüsen. Bei der letzten Landtagswahl 2002 lebten im Wahlkreis 40.696 Wahlberechtigte. Zur Landtagswahl 2006 gab es den Wahlkreis nicht mehr, der Stadtteil Buckau kam zum Wahlkreis Magdeburg II, die restlichen Stadtteile gehören seitdem zum Wahlkreis Magdeburg IV.

## Wahl 2002
Der Politikwechsel weg vom Magdeburger Modell machte auch vor dem Wahlkreis nicht halt. Bei den Erststimmen halbierte sich das Ergebnis der SPD-Kandidatin Katrin Budde fast. Der erstmals angetretene CDU-Kandidat Dieter Steinecke konnte so mit erheblichem Vorsprung erstmals seit 1990 wieder den Wahlkreis für die CDU gewinnen. Bemerkenswert war weiterhin das Abschneiden der FDP, deren erstmals angetretener Kandidat Holger Franke aus dem Stand 14,5 % erreichte. Bei der Landtagswahl in Sachsen-Anhalt 2002 traten folgende Kandidaten an:
| Name                             | Partei        | Direktstimmen | Listenstimmen |
| -------------------------------- | ------------- | ------------- | ------------- |
| Dieter Steinecke                 | CDU           | 33,2 %        | 31,8 %        |
| Britta Ferchland                 | PDS           | 21,7 %        | 22,0 %        |
| Katrin Budde                     | SPD           | 23,8 %        | 21,9 %        |
| Holger Franke                    | FDP           | 14,5 %        | 16,3 %        |
| Brigitte Schmidt                 | GRÜNE         | 3,1 %         | 2,6 %         |
| Axel Wiedemann                   | Schill-Partei | 3,2 %         | 2,9 %         |
| Monika Kuske                     | MLPD          | 0,6 %         | 0,3 %         |
| Wahlberechtigte: 40696 Einwohner |               |               |               |
| Wahlbeteiligung: 59,5 %          |               |               |               |

## Wahl 1998
Bei der dritten Landtagswahl konnte die SPD-Kandidatin Katrin Budde mit dem viertbesten Ergebnis aller Direktkandidaten den Wahlkreis erneut gewinnen. Die CDU verlor nochmals Wähler und kam bei den Zweitstimmen nur auf magere 18,4 %. Die erstmals angetretene DVU, die landesweit ein Ergebnis von 12,9 % erzielte, erreichte im Wahlkreis 10,3 %. Bei der Landtagswahl in Sachsen-Anhalt 1998 traten folgende Kandidaten an:
| Name                             | Partei | Direktstimmen | Listenstimmen |
| -------------------------------- | ------ | ------------- | ------------- |
| Bernd Reisener                   | CDU    | 22,1 %        | 18,4 %        |
| Heinz Sonntag                    | PDS    | 24,9 %        | 22,3 %        |
| Katrin Budde                     | SPD    | 45,6 %        | 39,3 %        |
| Martin Kramer                    | FDP    | 3,5 %         | 2,7 %         |
| Norbert Färber                   | GRÜNE  | 3,9 %         | 4,6 %         |
| -                                | DVU    | - %           | 10,3 %        |
| Wahlberechtigte: 41298 Einwohner |        |               |               |
| Wahlbeteiligung: 72,5 %          |        |               |               |

## Wahl 1994
Da in der ersten Legislaturperiode allein drei CDU/FDP-Regierungen tätig waren, bekamen diese beiden Parteien und ihre Kandidaten entsprechend die Quittung. Die CDU verlor den Wahlkreis und ihr Kandidat Bernd Reisener kam auch über die Landesliste nicht in den Landtag, der FDP-Kandidat verlor ebenfalls enorm an Stimmen. Erstmals konnte die SPD-Kandidatin Katrin Budde den Wahlkreis gewinnen. Die PDS erreichte mit 25,6 % landesweit das achtbeste Ergebnis bei den Zweitstimmen. Bei der Landtagswahl in Sachsen-Anhalt 1994 traten folgende Kandidaten an:
| Name                             | Partei | Direktstimmen | Listenstimmen |
| -------------------------------- | ------ | ------------- | ------------- |
| Bernd Reisener                   | CDU    | 25,1 %        | 26,1 %        |
| Frithjof Berfelde                | PDS    | 26,4 %        | 25,6 %        |
| Katrin Budde                     | SPD    | 37,3 %        | 36,9 %        |
| Wolfgang Buchholz                | FDP    | 2,1 %         | 1,8 %         |
| Brigitte Schmidt                 | GRÜNE  | 9,1 %         | 6,8 %         |
| Wahlberechtigte: 45045 Einwohner |        |               |               |
| Wahlbeteiligung: 55,8 %          |        |               |               |

## Wahl 1990
Entgegen dem klaren Wahlsieg der CDU im landesweiten Ergebnis bei den ersten Landtagswahlen seit Wiedereinrichtung des Landes Sachsen-Anhalt lieferten sich CDU und SPD im städtischen Wahlkreis ein Kopf-an-Kopf-Rennen. Dies führte am Ende zu dem kuriosen Ergebnis, das bei den Erststimmen die CDU gewann, bei den Zweitstimmen allerdings die SPD. Den Wahlkreis gewann der CDU-Kandidat Günter Otterpohl. Insgesamt zogen gleich fünf Wahlkreiskandidaten in den Landtag ein. Bei der Landtagswahl in Sachsen-Anhalt 1990 traten folgende Kandidaten an:
| Name                             | Partei         | Direktstimmen | Listenstimmen |
| -------------------------------- | -------------- | ------------- | ------------- |
| Günter Otterpohl                 | CDU            | 34,1 %        | 33,2 %        |
| Volker Lüderitz                  | PDS            | 15,2 %        | 15,0 %        |
| Katrin Budde                     | SPD            | 32,1 %        | 33,9 %        |
| Wolfgang Buchholz                | FDP            | 7,7 %         | 8,3 %         |
| Karla Schulze                    | Grü/NF         | 7,5 %         | 7,1 %         |
| Holger Stengel-Drobny            | NPD            | 0,2 %         | 0,1 %         |
| Edeltraut Lammert                | DFD            | 1,1 %         | 0,7 %         |
| Horst Theobald                   | DSU            | 1,1 %         | 1,0 %         |
| Sigurd Fuchs                     | Einzelbewerber | 1,0 %         | -             |
| Wahlberechtigte: 47883 Einwohner |                |               |               |
| Wahlbeteiligung: 66,3 %          |                |               |               |

## Statistik der Landtagswahlen 1990–2002
Die Ergebnisse der Landtagswahlen seit 1990 im Gebiet des ehemaligen Wahlkreises Magdeburg V waren (Zweit- bzw. Listenstimmen):
| Partei        | 1990 | 1994 | 1998 | 2002 |
| ------------- | ---- | ---- | ---- | ---- |
| CDU           | 33,2 | 26,1 | 18,4 | 31,8 |
| PDS/Die Linke | 15,0 | 25,6 | 22,3 | 22,0 |
| SPD           | 33,9 | 36,9 | 39,3 | 21,9 |
| FDP           | 8,3  | 1,8  | 2,7  | 16,3 |
| GRÜNE         | 7,1  | 6,8  | 4,6  | 2,6  |
| DVU           | -    | -    | 10,3 | -    |
| Sonstige      | 2,5  | 2,8  | 2,4  | 5,4  |